# Miglior giocatore IHF dell'anno
Il premio di miglior giocatore IHF dell'anno (in inglese IHF World Player of the Year) è un riconoscimento conferito annualmente dalla International Handball Federation (IHF), l'organismo mondiale di governo della pallamano.
Istituito nel 1988, viene assegnato normalmente nel mese di maggio ed è destinato al giocatore e alla giocatrice eletti migliori pallamanisti dell'anno solare.

## Storia
L'International Handball Federation istituì nel 1988 un riconoscimento per i giocatori e giocatrici che si erano distinti nel corso dell'anno nei tornei nazionali e internazionali di pallamano. La IHF definisce una rosa di giocatori e giocatrici candidati, proposti da un gruppo composto da esperti della IHF e allenatori delle squadre nazionali, e alla votazione partecipano esperti del settore e tifosi.
Nella prima edizione nel 1988 i riconoscimenti vennero assegnati a Veselin Vujović e a Svetlana Kitić, entrambi atleti jugoslavi. Il premio non venne assegnato dal 1991 al 1993, e neanche nel 2017 per mancanza di un minimo numero di votanti. In ambito maschile il danese Mikkel Hansen e il francese Nikola Karabatić hanno vinto il premio per tre volte ciascuno, mentre in ambito femminile la rumena Cristina Neagu ha vinto il premio per quattro volte, delle quali tre consecutive dal 2015 al 2018.
Nel 2000 lo svedese Magnus Wislander e l'ucraina Zinaida Turčina vennero premiati dalla IHF come giocatori del XX secolo.

## Albo d'oro

### Maschile
| Anno | Giocatore                  | Nazione             | Squadra                          | Ruolo            |
| ---- | -------------------------- | ------------------- | -------------------------------- | ---------------- |
| 1988 | Veselin Vujović            | Jugoslavia          | Metaloplastika Šabac, Barcellona | Terzino sinistro |
| 1989 | Kang Jae-won               | Corea del Sud       | GC Amicitia Zurigo               | Terzino destro   |
| 1990 | Magnus Wislander           | Svezia              | Redbergslids, Kiel               | Centrale         |
| 1991 | Non assegnato              | Non assegnato       | Non assegnato                    | Non assegnato    |
| 1992 | Non assegnato              | Non assegnato       | Non assegnato                    | Non assegnato    |
| 1993 | Non assegnato              | Non assegnato       | Non assegnato                    | Non assegnato    |
| 1994 | Talant Dujšebaev           | Russia              | Cantabria                        | Centrale         |
| 1995 | Jackson Richardson         | Francia             | OM Vitrolles                     | Centrale         |
| 1996 | Talant Dujšebaev (2)       | Spagna              | Cantabria                        | Centrale         |
| 1997 | Stéphane Stoecklin         | Francia             | Minden                           | Terzino destro   |
| 1998 | Daniel Stephan             | Germania            | Lemgo                            | Terzino sinistro |
| 1999 | Rafael Guijosa             | Spagna              | Barcellona                       | Ala sinistra     |
| 2000 | Dragan Škrbić              | Jugoslavia          | Celje, Nordhorn-Lingen           | Pivot            |
| 2001 | Yoon Kyung-shin            | Corea del Sud       | Gummersbach                      | Terzino destro   |
| 2002 | Bertrand Gille             | Francia             | Chambéry, Amburgo                | Pivot            |
| 2003 | Ivano Balić                | Croazia             | Metković                         | Centrale         |
| 2004 | Henning Fritz              | Germania            | Kiel                             | Portiere         |
| 2005 | Arpad Šterbik              | Serbia e Montenegro | Ciudad Real                      | Portiere         |
| 2006 | Ivano Balić (2)            | Croazia             | San Antonio                      | Centrale         |
| 2007 | Nikola Karabatić           | Francia             | Kiel                             | Centrale         |
| 2008 | Thierry Omeyer             | Francia             | Kiel                             | Portiere         |
| 2009 | Sławomir Szmal             | Polonia             | Rhein-Neckar Löwen               | Portiere         |
| 2010 | Filip Jícha                | Rep. Ceca           | Kiel                             | Terzino sinistro |
| 2011 | Mikkel Hansen              | Danimarca           | AG Copenaghen                    | Terzino sinistro |
| 2012 | Daniel Narcisse            | Francia             | Kiel                             | Centrale         |
| 2013 | Domagoj Duvnjak            | Croazia             | Amburgo                          | Centrale         |
| 2014 | Nikola Karabatić (2)       | Francia             | Barcellona                       | Centrale         |
| 2015 | Mikkel Hansen (2)          | Danimarca           | Paris-Saint Germain              | Terzino sinistro |
| 2016 | Nikola Karabatić (3)       | Francia             | Paris-Saint Germain              | Centrale         |
| 2017 | Non assegnato              | Non assegnato       | Non assegnato                    | Non assegnato    |
| 2018 | Mikkel Hansen (3)          | Danimarca           | Paris-Saint Germain              | Terzino sinistro |
| 2019 | Niklas Landin Jacobsen     | Danimarca           | Kiel                             | Portiere         |
| 2020 | Non assegnato              | Non assegnato       | Non assegnato                    | Non assegnato    |
| 2021 | Niklas Landin Jacobsen (2) | Danimarca           | Kiel                             | Portiere         |
| 2022 | Non assegnato              | Non assegnato       | Non assegnato                    | Non assegnato    |
| 2023 | Mathias Gidsel             | Danimarca           | Füchse Berlino                   | Terzino destro   |
| 2024 | Mathias Gidsel             | Danimarca           | Füchse Berlino                   | Terzino destro   |

### Femminile
| Anno | Giocatrice              | Nazione             | Squadra                        | Ruolo            |
| ---- | ----------------------- | ------------------- | ------------------------------ | ---------------- |
| 1988 | Svetlana Kitić          | Jugoslavia          | Buxtehuder                     | Centrale         |
| 1989 | Kim Hyun-mee            | Corea del Sud       | ?                              | ?                |
| 1990 | Jasna Kolar-Merdan      | Jugoslavia/ Austria | Hypo Niederösterreich          | Terzino sinistro |
| 1991 | Non assegnato           | Non assegnato       | Non assegnato                  | Non assegnato    |
| 1992 | Non assegnato           | Non assegnato       | Non assegnato                  | Non assegnato    |
| 1993 | Non assegnato           | Non assegnato       | Non assegnato                  | Non assegnato    |
| 1994 | Mia Hermansson-Högdahl  | Svezia              | Hypo Niederösterreich          | Centrale         |
| 1995 | Erzsébet Kocsis         | Ungheria            | Dunaújváros                    | Pivot            |
| 1996 | Lim O-kyeong            | Corea del Sud       | Hiroshima Maple Reds           | Centrale         |
| 1997 | Anja Andersen           | Danimarca           | Bækkelagets SK                 | Terzino sinistro |
| 1998 | Trine Haltvik           | Norvegia            | Byåsen Trondheim               | Centrale         |
| 1999 | Ausra Fridrikas         | Austria             | Hypo Niederösterreich          | Terzino sinistro |
| 2000 | Bojana Radulovics       | Ungheria            | Dunaferr NK                    | Terzino destro   |
| 2001 | Cecilie Leganger        | Norvegia            | Bækkelagets SK, Tertnes Bergen | Portiere         |
| 2002 | Chao Zhai               | Cina                | Randers                        | Centrale         |
| 2003 | Bojana Radulovics (2)   | Ungheria            | Dunaferr NK                    | Terzino destro   |
| 2004 | Anita Kulcsár           | Ungheria            | Cornexi-Alcoa, Dunaferr NK     | Pivot            |
| 2005 | Anita Görbicz           | Ungheria            | Győri ETO KC                   | Centrale         |
| 2006 | Nadine Krause           | Germania            | Bayer 04 Leverkusen            | Terzino sinistro |
| 2007 | Gro Hammerseng          | Norvegia            | Ikast-Bording                  | Centrale         |
| 2008 | Linn-Kristin Riegelhuth | Norvegia            | Larvik                         | Ala destra       |
| 2009 | Allison Pineau          | Francia             | Issy-les-Moulineaux, Metz      | Centrale         |
| 2010 | Cristina Neagu          | Romania             | Râmnicu Vâlcea                 | Terzino sinistro |
| 2011 | Heidi Løke              | Norvegia            | Larvik, Győri ETO KC           | Pivot            |
| 2012 | Alexandra do Nascimento | Brasile             | Hypo Niederösterreich          | Ala destra       |
| 2013 | Andrea Lekić            | Serbia              | Győri ETO KC, Vardar Skopje    | Centrale         |
| 2014 | Eduarda Amorim          | Brasile             | Győri ETO KC                   | Terzino sinistro |
| 2015 | Cristina Neagu (2)      | Romania             | Budućnost Podgorica            | Terzino sinistro |
| 2016 | Cristina Neagu (3)      | Romania             | Budućnost Podgorica            | Terzino sinistro |
| 2017 | Non assegnato           | Non assegnato       | Non assegnato                  | Non assegnato    |
| 2018 | Cristina Neagu (4)      | Romania             | CSM Bucarest                   | Terzino sinistro |
| 2019 | Stine Bredal Oftedal    | Norvegia            | Győri ETO KC                   | Centrale         |
| 2020 | Non assegnato           | Non assegnato       | Non assegnato                  | Non assegnato    |
| 2021 | Sandra Toft             | Danimarca           | Brest Bretagne                 | Portiere         |
| 2022 | Non assegnato           | Non assegnato       | Non assegnato                  | Non assegnato    |
| 2023 | Henny Reistad           | Norvegia            | Team Esbjerg                   | Terzino sinistro |
| 2024 | Henny Reistad           | Norvegia            | Team Esbjerg                   | Terzino sinistro |